# Vassili Mikhaliov
Pour les articles homonymes, voir Mikhaliov.
Vassili Pavlovitch Mikhaliov (en russe : Василий Павлович Михалёв) est un aviateur soviétique, né le 2 mars 1917 et décédé le 10 décembre 2006. Pilote de chasse et as de la Seconde Guerre mondiale, il fut distingué par le titre de Héros de l'Union soviétique.

## Carrière
Vassili Mikhaliov est né le 2 mars 1917 à Verkhneoudinsk, actuellement Oulan-Oude, en république de Bouriatie. Il rejoignit les rangs de l'Armée rouge, après avoir suivi des cours de vol dans un aéroclub civil, en 1940, et fut breveté rapidement pilote au collège militaire de l'Air d'Oulianovsk. Il demeura dans ce collège, en tant qu'instructeur, jusqu'en 1943.
En mai 1943, il fut muté, comme starshii leitenant (lieutenant), au 508e régiment de chasse aérienne (508.IAP), équipé de Yak-1. Il obtint sa première victoire en abordant en plein vol un appareil ennemi, le 22 mai 1943; il venait de réaliser un taran, méthode de combat dont il devait devenir spécialiste, abattant, à nouveau, par abordage aérien, le 30 octobre 1943, 2 Stukas ; à chaque fois il fut capable de ramener à sa base son appareil endommagé. Peu après, nommé chef d'escadrille, il fut décoré du titre de Héros de l'Union soviétique, le 1er juillet 1944, pour avoir, jusqu'en février 1944 obtenu 19 victoires homologuées, dont 17 individuelles, obtenues au cours de 104 missions de guerre. Volant sur P-39 Airacobra, il combattit ensuite au-dessus de la Roumanie et de la Hongrie, terminant la guerre comme kapitan (capitaine).
À l'issue de celle-ci, il demeura dans l'armée, prenant sa retraite comme polkovnik (colonel), en 1958. Il fut l'un des premiers aviateurs de l'après-guerre à recevoir le titre hautement honorifique de pilote militaire de 1re classe. Il travailla ensuite à Kouïbychev, aujourd'hui Samara, comme ingénieur dans une usine. Il est décédé le 10 décembre 2006. Il repose dans l'Allée des Héros du cimetière de Samara.

## Palmarès et décorations

### Tableau de chasse
Vassili Mikhaliov est crédité de 26 victoires homologuées, dont 24 individuelles et 2 en coopération, obtenues au cours de plus de 150 missions de guerre et de 50 combats aériens.
Il est célèbre pour avoir réalisé trois tarans et à y avoir survécu.

### Décorations
- Héros de l'Union soviétique le 1er juillet 1944 (médaille no 4430)
- Ordre de Lénine ;
- Ordre du Drapeau rouge ;
- Ordre d'Alexandre Nevski ;
- Ordre de la Guerre Patriotique de 1re et 2e classe ;
- Ordre de l'Étoile rouge.